# BMW國際公開賽
BMW國際公開賽（BMW International Open）是高爾夫歐洲巡迴賽的賽事之一，在德國慕尼黑舉辦。BMW國際公開賽開始於1989年。在2012年和2014年，比賽曾在慕尼黑之外進行。BMW國際公開賽是高爾夫歐巡賽唯一一項在德國舉行的賽事。

## 外部連結
- Coverage on the European Tour's official site（页面存档备份，存于）

48°16′34″N 11°46′30″E / 48.276°N 11.775°E